# Laphria hera
Laphria hera là một loài ruồi trong họ Asilidae. Laphria hera được Bromley miêu tả năm 1935. Loài này phân bố ở vùng nhiệt đới châu Phi.